# Areca catechu
Areca catechu este o specie de palmier din familia Arecaceae, care vegetează în special în zona Pacificul tropical, Asia și în unele părți din Africa estică. Se crede că specia este originară din Filipine, dar s-a răspândit în China de sud (Guangxi, Hainan, Yunnan), Taiwan, India, Bangladesh, insulele Maldive, Sri Lanka, Cambodgia, Laos, Tailanda, Vietnam, Malaezia, Indonezia, Noua Guinee și insulele din Oceanul Pacific.
Conține alcaloidul denumit arecolină, un compus parasimpatomimetic.